# Jack Dunfee
Jack Lawson Dunfee (ur. 26 października 1901 w Londynie, zm. 13 września 1975 w Chipping Norton) – brytyjski kierowca wyścigowy.

## Kariera
W wyścigach samochodowych Dunfee poświęcił się startom w wyścigach Grand Prix oraz w wyścigach samochodów sportowych. W 1931 roku Brytyjczyk był klasyfikowany w Mistrzostwach Europy AIACR. Z dorobkiem 23 punktów uplasował się na 52 miejscu w końcowej klasyfikacji kierowców. W 1929 roku odniósł zwycięstwo w klasie 5 24-godzinnego wyścigu Le Mans, a w klasyfikacji generalnej stanął na drugim stopniu podium.